# Minami Iwo To
Minami Iwo To (南硫黄島, ilha do enxofre do sul), também designada por Minamiiojima, Minami Iwo Jima ou Minami Iojima, é uma pequena ilha vulcânica  desabitada, com 3.4 km² de área e com 7.5 km de costa, situada a 60 km a sul de Iwojima. É a ilha mais ao sul do grupo das ilhas Volcano, parte das ilhas Ogasawara do Japão, a 1300 km a sul de Tóquio e 330 km SSW de Chichijima. 

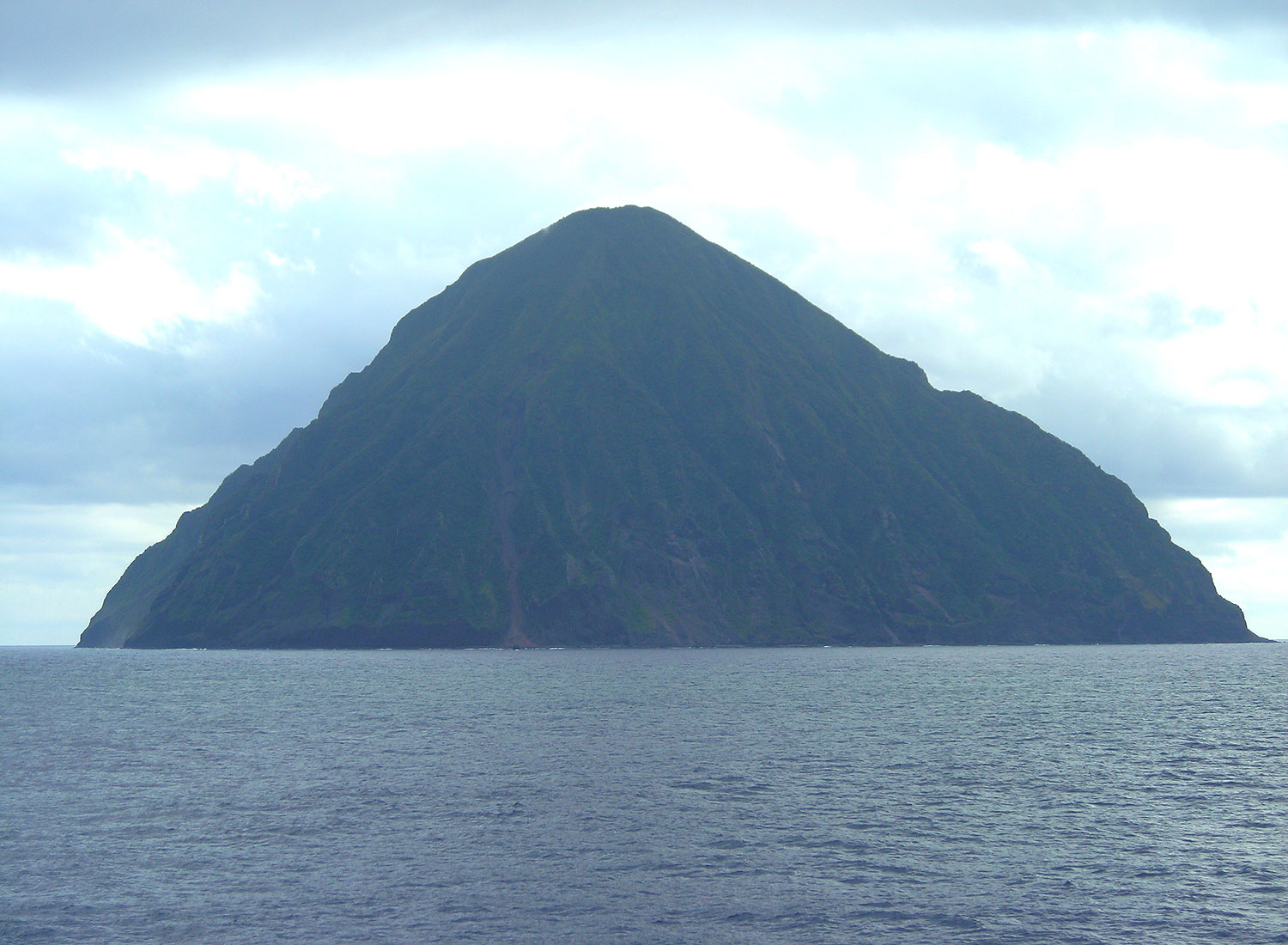
Minami Iwo To vista do mar.

A ilha é um vulcão recente, de perfil tronco-cónico, com o seu ponto mais alto a 916 m acima do nível médio do mar, sendo a maior altitude das ilhas Ogasawara.
O nome da ilha foi oficialmente alterado a 18 de Junho de 2007, passando a pronunciar-se Minami Iwo To, mantendo contudo inalterados os os caracteres kanji com que é escrito. Do ponto de vista geológico, a formação em que se assenta apenas volta a emergir das águas do mar no Farallon de Pajaros, já nas ilhas Marianas. 

## Na cultura popular
No universo de Harry Potter criado por J. K. Rowling, a ilha de Minami Iwo Jima abriga a escola de magia e bruxaria japonesa, chamada Mahoutokoro.